# Calima embera
Espèce
Calima embera est une espèce de schizomides de la famille des Hubbardiidae.

## Distribution
Cette espèce est endémique du département de Risaralda en Colombie. Elle se rencontre vers Santuario.

## Description
La carapace du mâle holotype mesure 1,58 mm et l'abdomen 2,30 mm.

## Systématique et taxinomie
Cette espèce a été décrite par Moreno Gonzalez et Villarreal Manzanilla en 2017.

## Étymologie
Cette espèce est nommée en l'honneur des Emberá.

## Publication originale
- Moreno Gonzalez & Villarreal Manzanilla, 2017 : « Two new species of Calima Moreno-Gonzalez and Villarreal, 2012 (Arachnida: Schizomida: Hubbardiidae) from the Colombian Andes, with a discussion on the male flagellar microsetae of Hubbardiinae. » Journal of Natural History, vol. 51, no 45/46, p. 2681-2700.